# Kecskemét (stacja kolejowa)
Kecskemét (węg. Kecskemét vasútállomás) – stacja kolejowa w Kecskemét, w komitacie Bács-Kiskun, na Węgrzech. Jest ważnym węzłem kolejowym, obsługującym pociągi w kierunku Budapesztu, Segedynu i Lajosmizse.

## Historia
Linię kolejową na odcinku z Ceglédu do Kiskunfélegyháza, która przechodzi przez Kecskemét otwarto 3 września 1853. w 1980 roku zelektryfikowano odcinek Cegléd – Kiskunfélegyháza.
Obecny budynek dworca znajduje się w miejscu urodzenia 16 grudnia 1882 Zoltána Kodálya, kompozytora i etnografa. To wydarzenie upamiętnia tablica pamiątkowa znajdująca się na budynku.

## Linie kolejowe
- Linia kolejowa 140 Cegléd – Szeged
- Linia kolejowa 142 Budapest – Lajosmizse – Kecskemét
- Linia kolejowa 146 Kecskemét – Kunszentmárton
- Linia kolejowa 152 Fülöpszállás – Kecskemét

## Transport publiczny
Stacja jest obsługiwana przez kilka miejskich linii autobusowych. W pobliżu znajduje się także dworzec autobusowy.
- Linia autobusowe: 1, 2D, 7, 7C, 25.

## Galeria

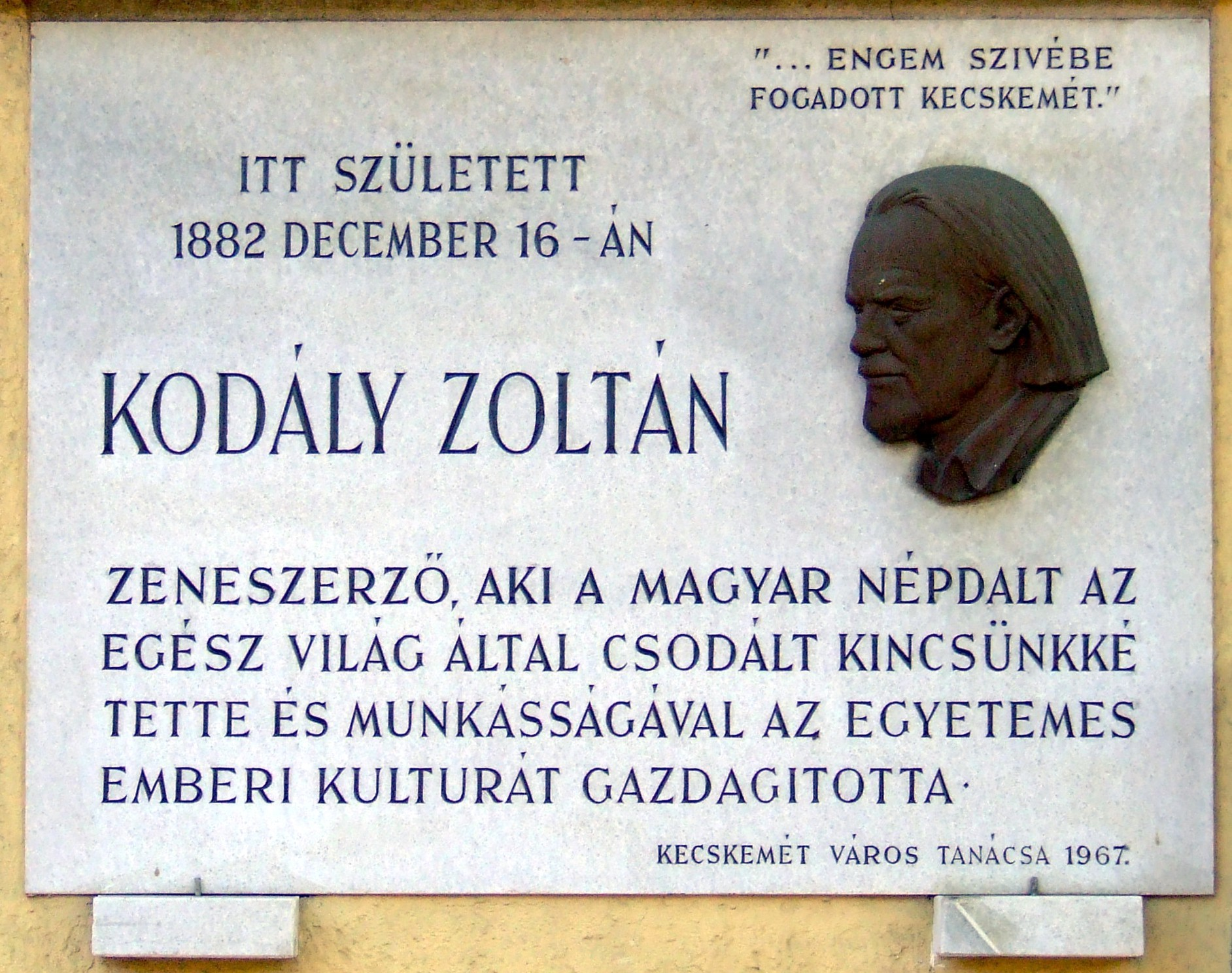
Tablica pamiątkowa ku czci Zoltána Kodálya
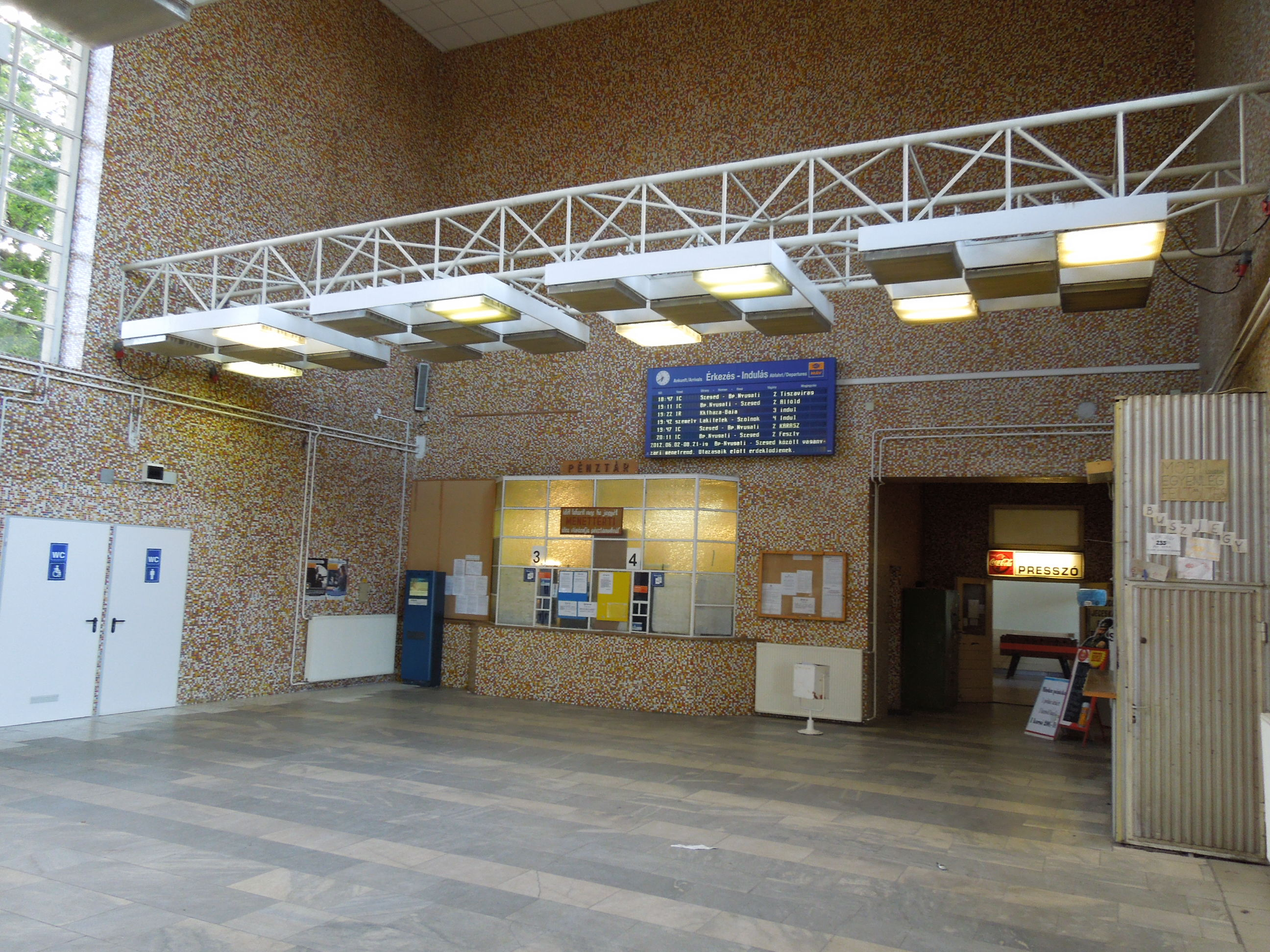
Hal dworcowy
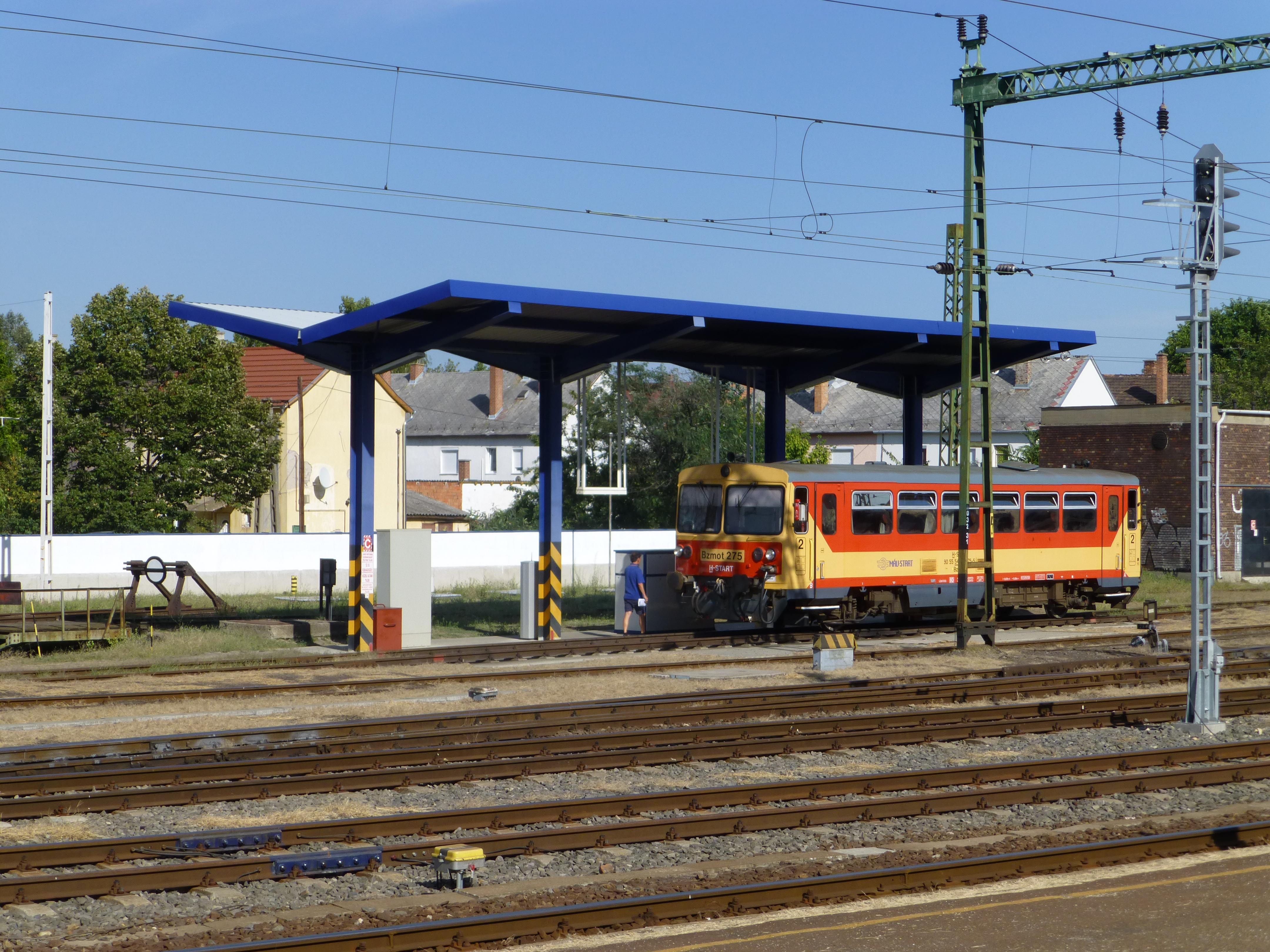
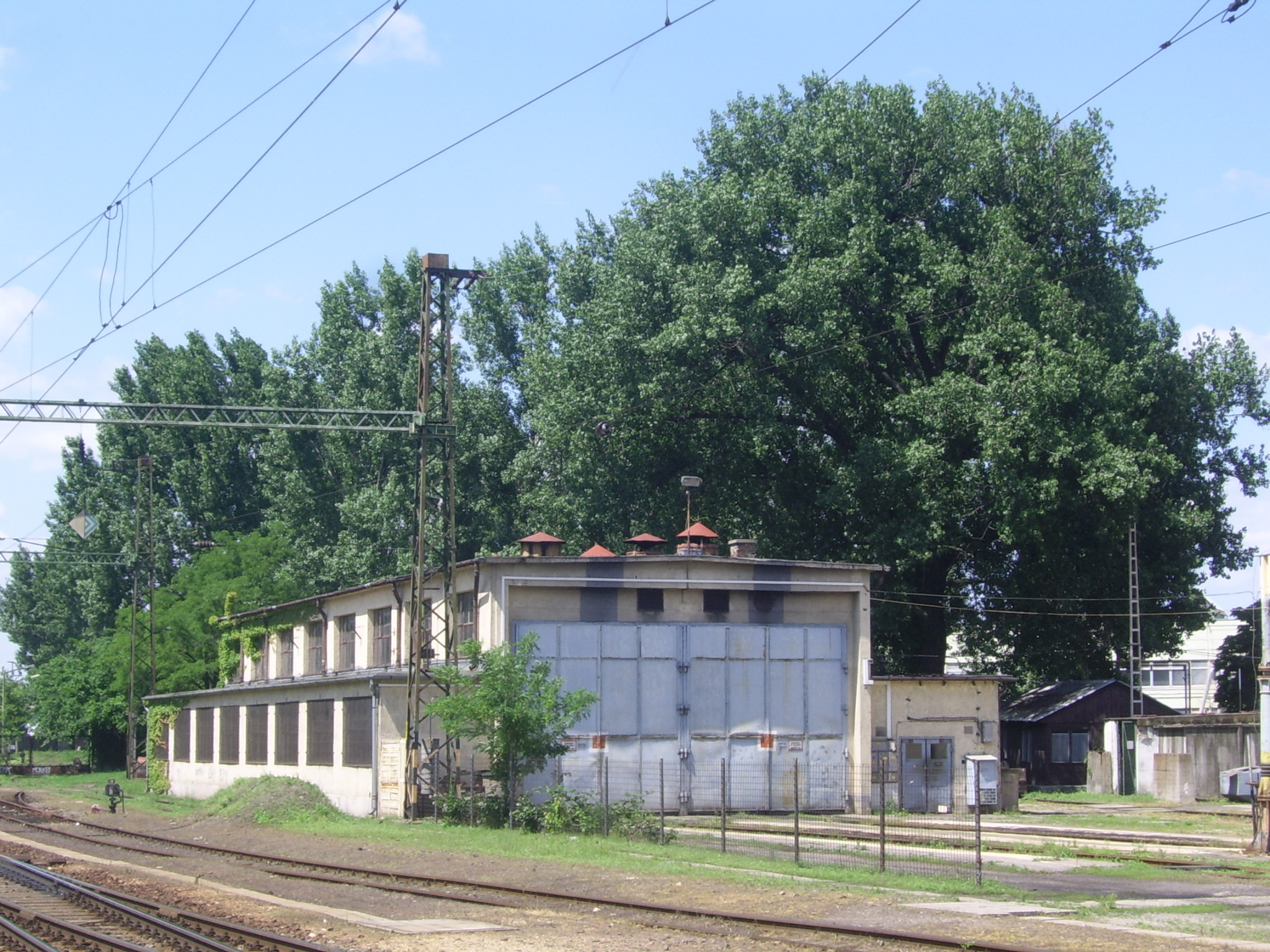
Kotłownia
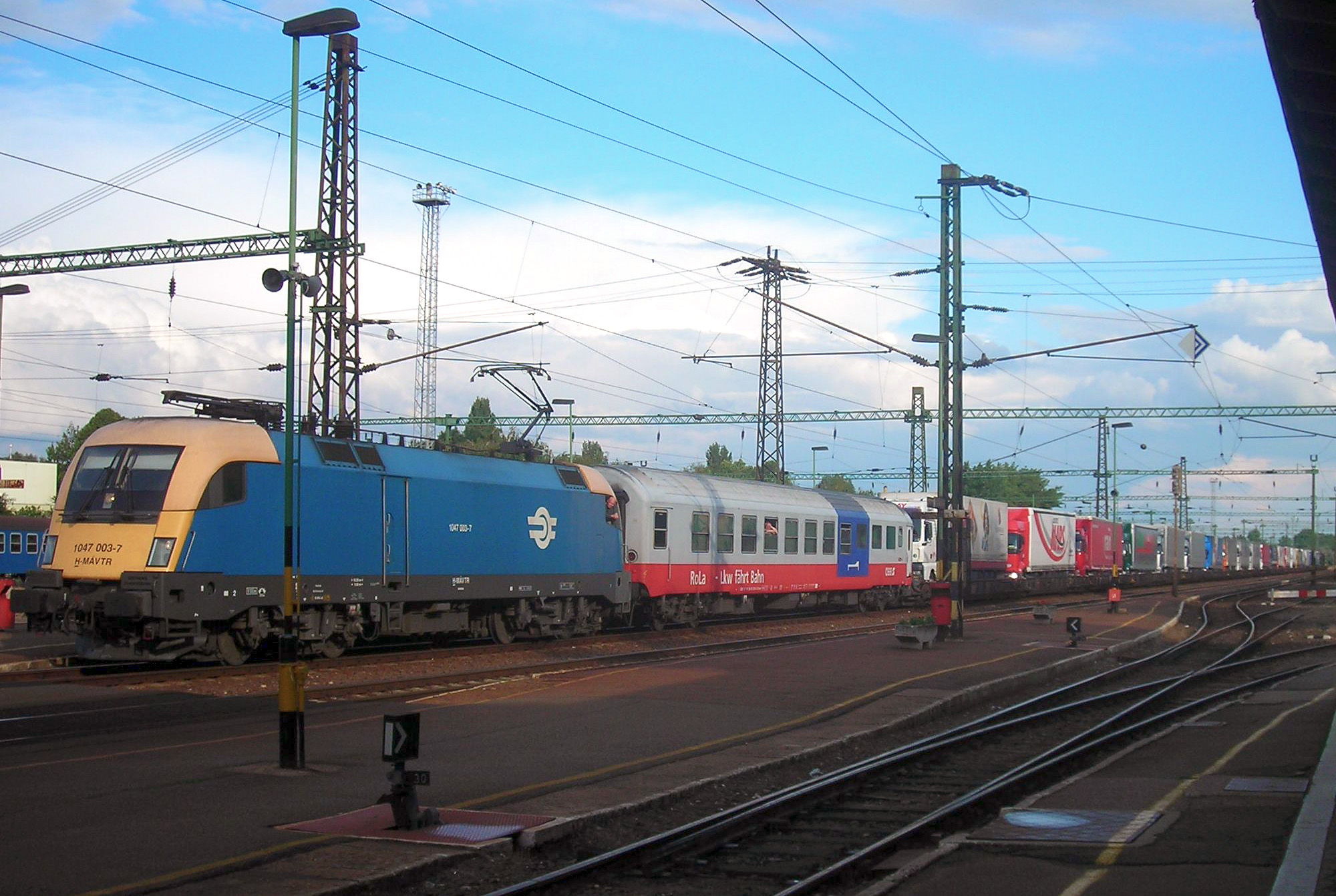
Pociąg na peronie